# Volker Staab

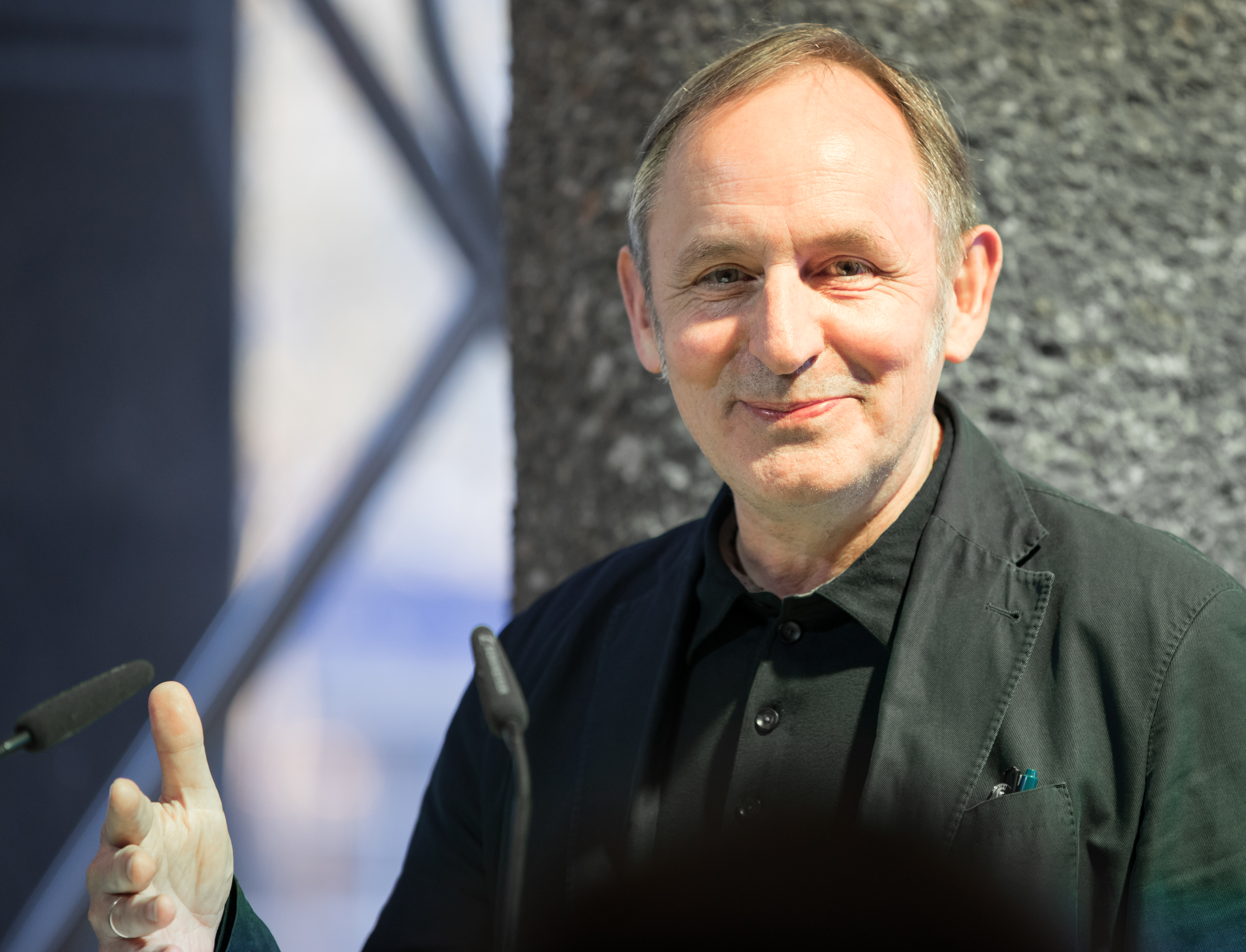
Volker Staab, 2018

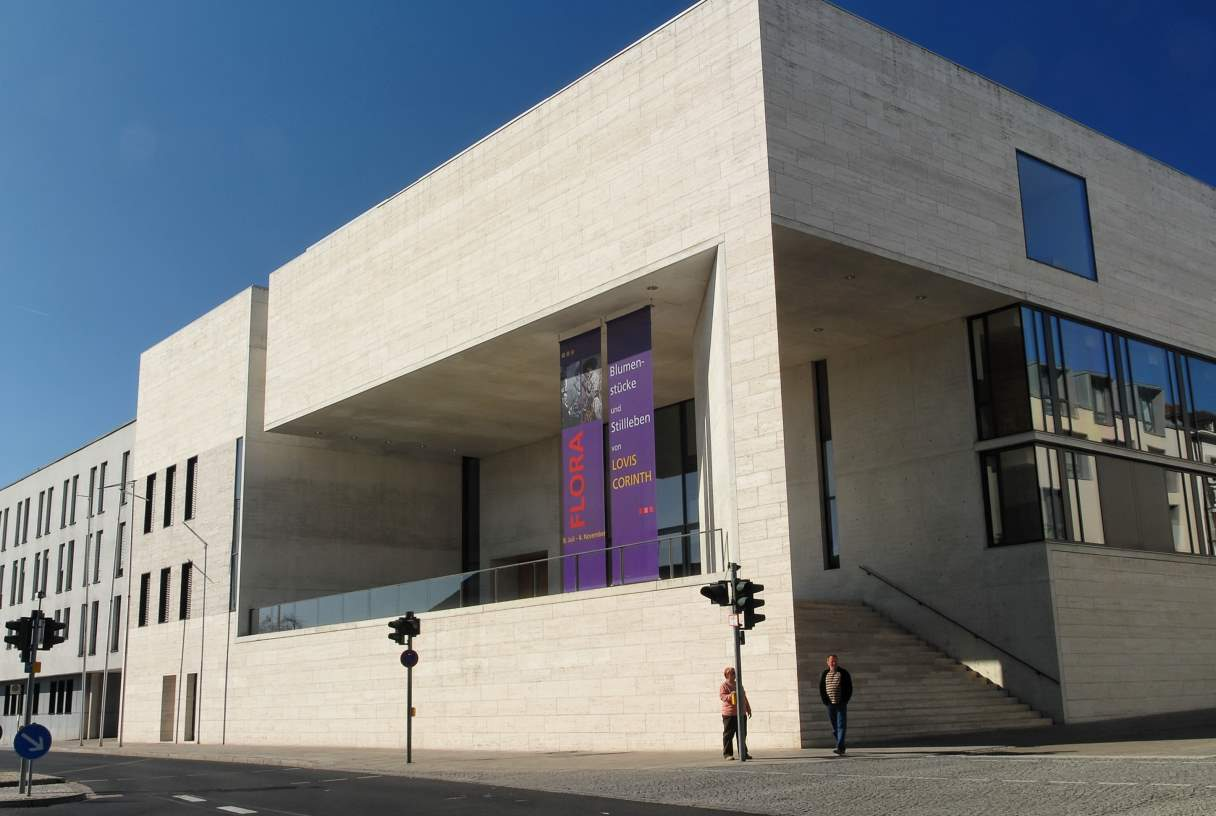
Museum Georg Schäfer, Schweinfurt

Volker Staab (* 25. Dezember 1957 in Heidelberg) ist ein deutscher Architekt.

## Leben
Volker Staab studierte von 1977 bis 1983 Architektur an der ETH Zürich (Diplom-Architekt ETH). Von 1985 bis 1990 folgte eine freie Mitarbeit im Büro BJSS (Bangert, Jansen, Scholz und Schultes) in Berlin. Im selben Jahr arbeitete er am Entwurf für das Kunstmuseum Bonn mit.
Seit 1990 ist er freiberuflicher Architekt. 1991 gründete er das Architekturbüro Volker Staab. Seit 1996 arbeitet er partnerschaftlich mit Alfred Nieuwenhuizen zusammen unter Staab Architekten, seit 2007 als Staab Architekten GmbH.
2002–2004 übernahm Staab eine Gastprofessur an der Technischen Universität Berlin. 2002 erhielt er auch einen Lehrauftrag an der Akademie der Bildenden Künste Nürnberg. 2005 wurde er als Gastprofessor bei der FH Münster und lehrte dort bis 2007. Von 2008 bis 2009 nahm Staab die Lehrstuhlvertretung Architektur/öffentliche Räume und Bauten an der ABK Stuttgart wahr. Seit 2012 hat er die Professur für Entwerfen und Raumkomposition an der TU Braunschweig inne.

### Mitgliedschaften
Staab ist Mitglied des Bund Deutscher Architekten BDA (seit 1997), Mitglied der Akademie der Künste in Berlin (seit 2005) und des Beirats der Bundesstiftung Baukultur in Potsdam (seit 2007). Seit 2013 ist er Kuratoriumsmitglied der IBA Heidelberg und seit 2014 Mitglied des Landesdenkmalrates von Berlin.

## Bauten

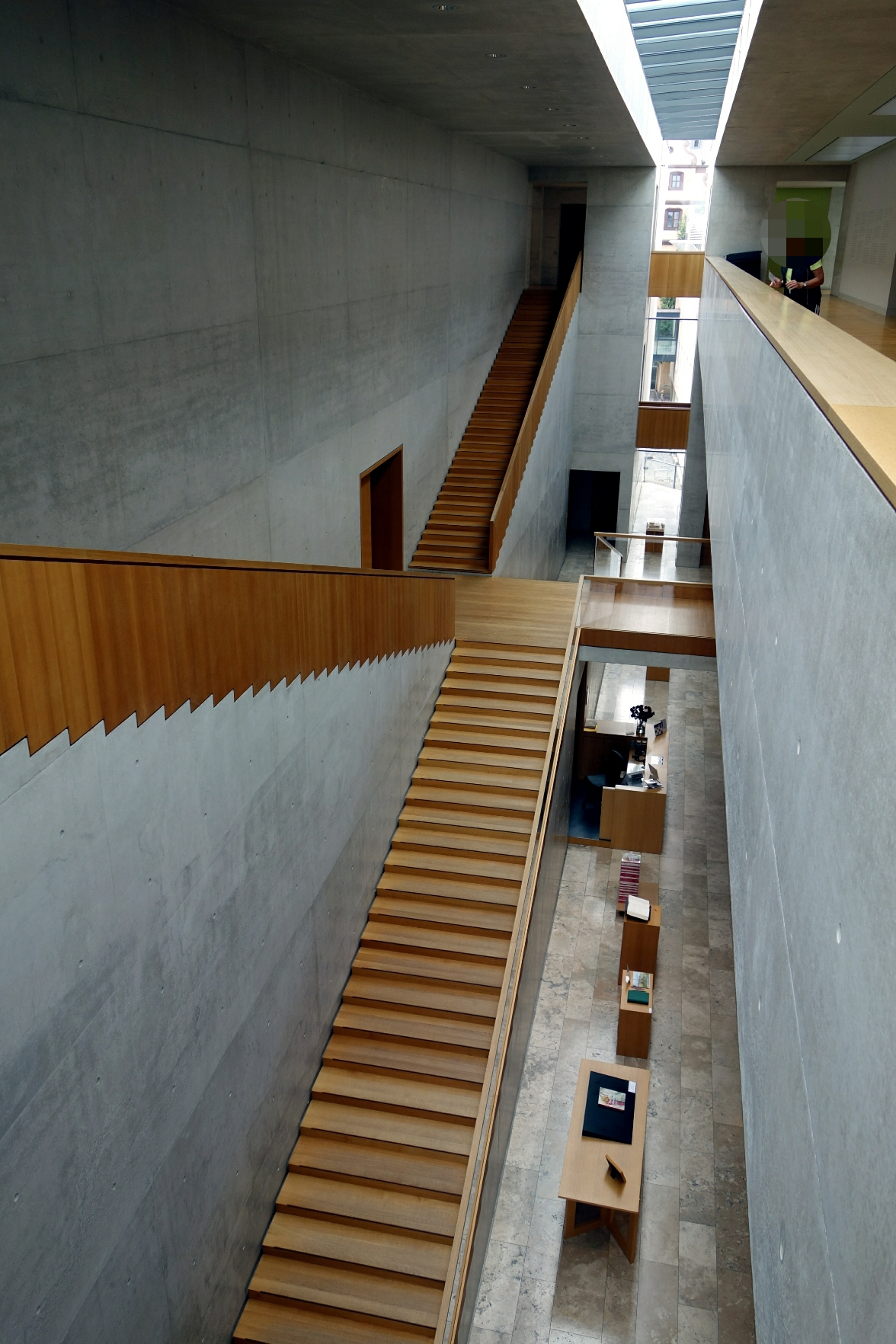
Treppenhaus, Museum Georg Schäfer

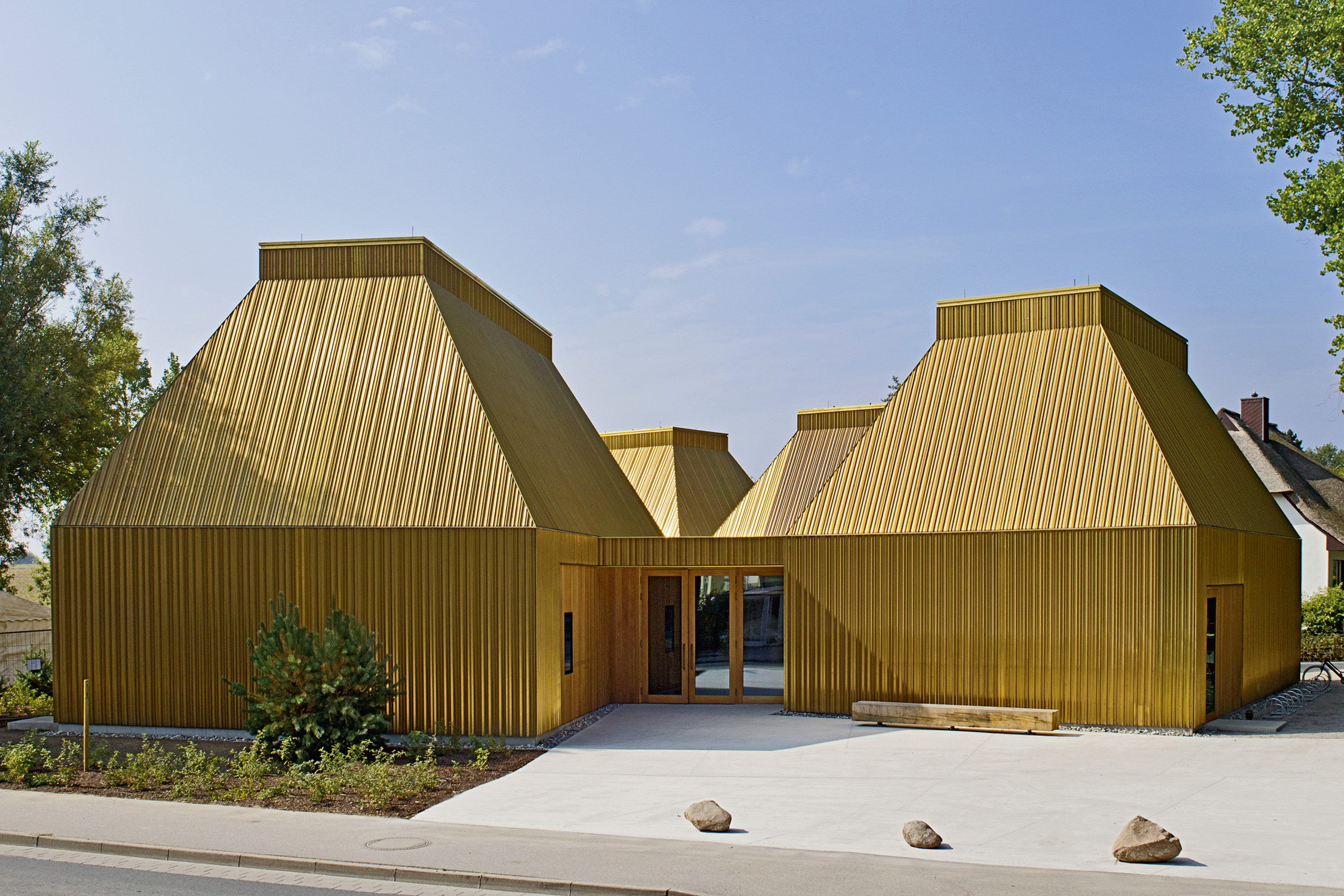
Kunstmuseum, Ahrenshoop

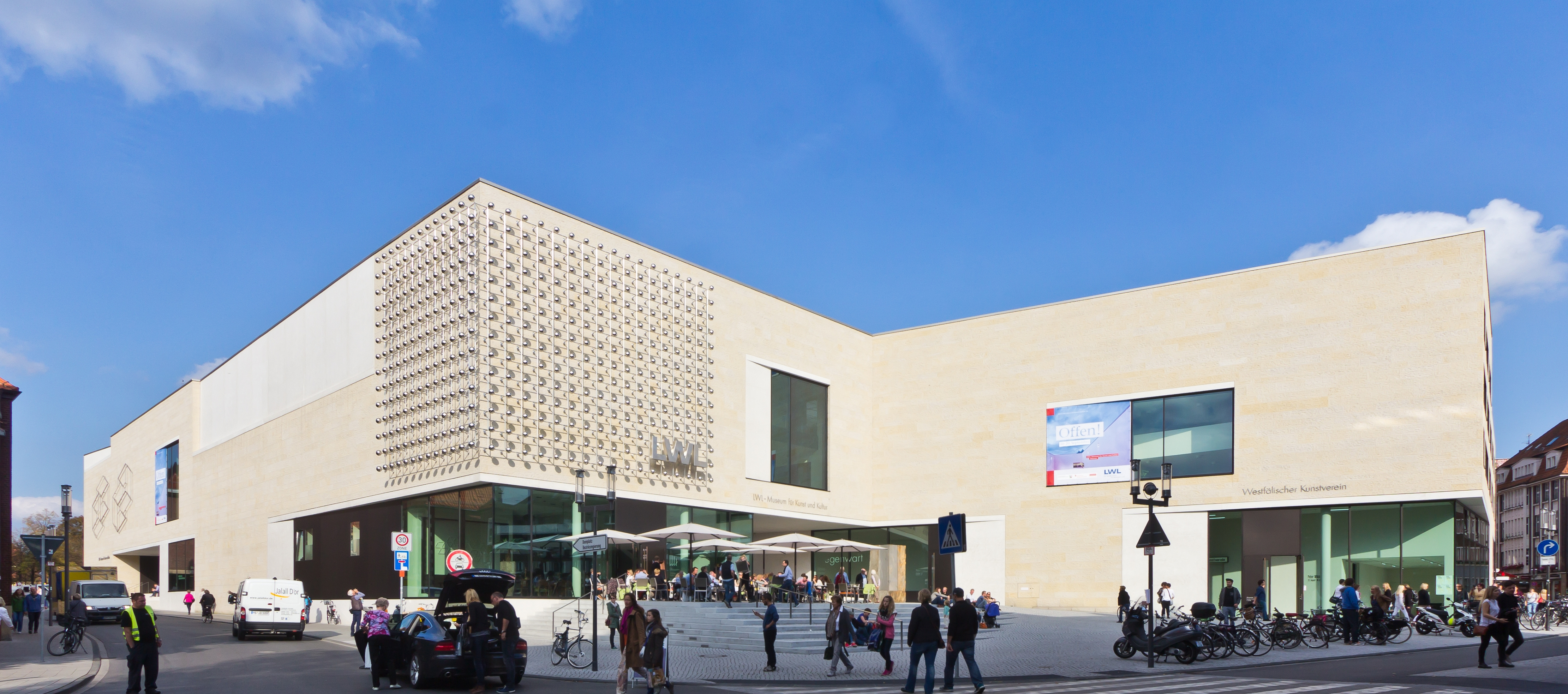
LWL-Museum für Kunst und Kultur Münster

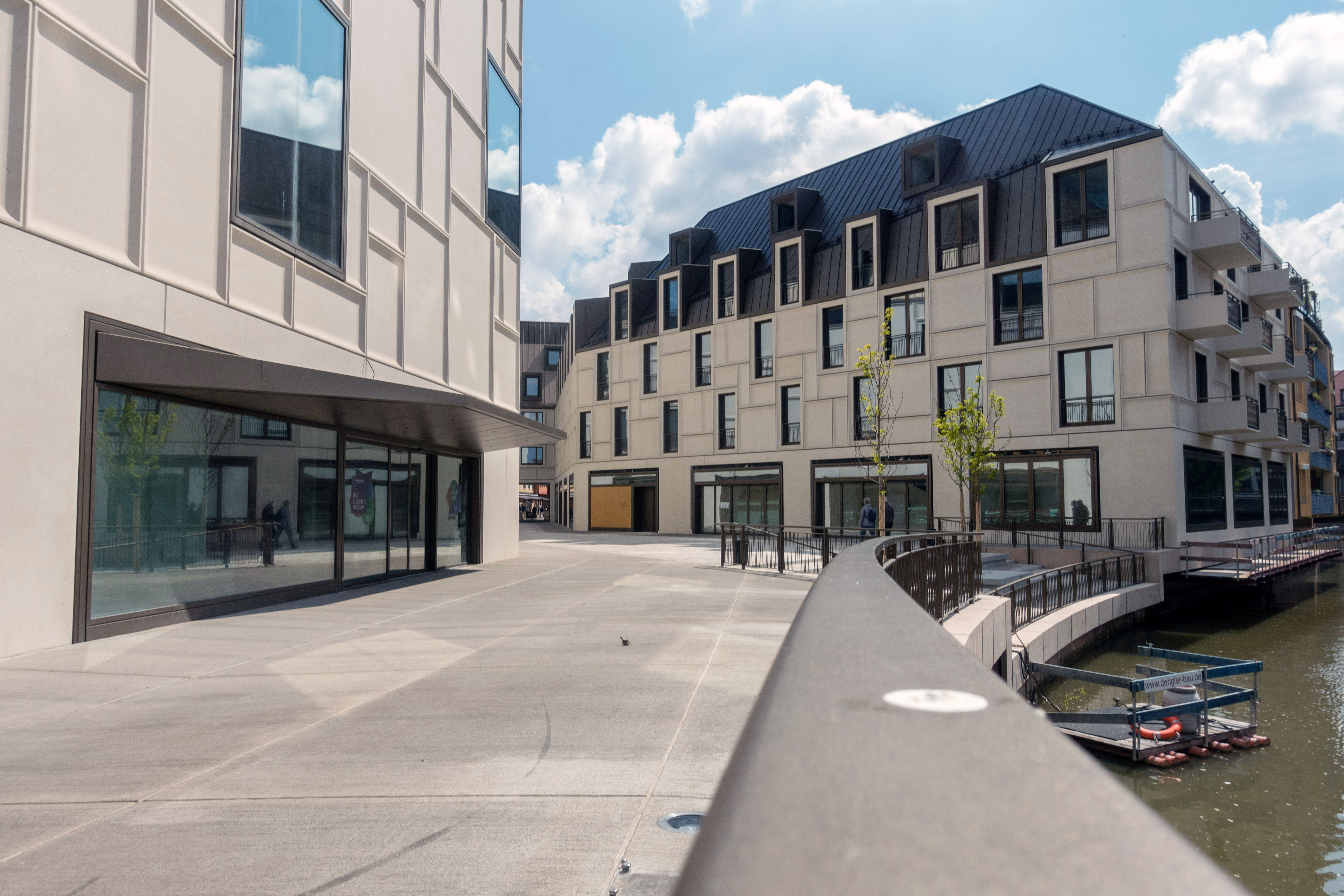
Das Deutsche Museum Nürnberg

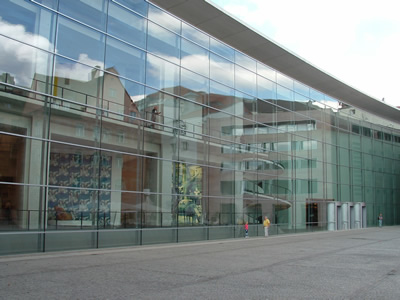
Neues Museum, Nürnberg

- 1992–1994: Erweiterung des Maximilianeums, München
- 1992–1999: Neues Museum Nürnberg
- 1997–2000: Museum Georg Schäfer, Schweinfurt
- 2002–2004: Servicezentrum auf der Theresienwiese, München
- 2000–2005: Maximilianeum, Umgestaltung des Plenarsaals des Bayerischen Landtags, München
- 2002–2006: Deutsche Botschaft Mexiko, Kanzleigebäude, Mexiko-Stadt
- 2002–2007: Universität Heidelberg – Neubau Bioquant
- 2004–2007: Museum Gunzenhauser, Chemnitz
- 2004–2010: Albertinum Dresden, Sanierung und Neubau Zentraldepot
- 2008–2010: Erweiterung des Textilverlags NYA Nordiska, Dannenberg
- 2004–2011: Universität Potsdam, Informations-, Kommunikations- und Medienzentrum Golm[5]
- 2005–2011: Neue Galerie, Kassel
- 2006–2011: Bergpark Wilhelmshöhe, Besucherzentrum Wilhelmshöhe
- 2009–2011: Museum der Bayerischen Könige, Hohenschwangau
- 2010–2012: Nano-Bioanalytik-Zentrum NBZ, Münster
- 2005–2013: LWL-Museum für Kunst und Kultur, Münster[6]
- 2008–2013: Kunstmuseum Ahrenshoop, Ahrenshoop[7]
- 2008–2013: Innenministerium des Landes Baden-Württemberg, Stuttgart[8]
- 2010–2015: Umbau und Erweiterung Richard-Wagner-Museum
- 2013–2016: Generalsanierung und Umbau des Hauses des Landtages, Stuttgart
- seit 2016: Erweiterungsbau Bauhaus-Archiv
- 2009–2017: Wissenschafts- und Restaurierungszentrum, Potsdam
- seit 2017: Wohnanlage, Landsberg am Lech (Bauingenieur: Michael Heubl)[9]
- 2018: Sanierung und Erweiterung Zeughaus München zur Fakultät für Design der Hochschule München[10]
- 2013–2019: Berlin Institute for Medical Systems Biology
- 2013–2014: Willy-Brandt-Schule Warschau, Deutsch-Polnische Begegnungsschule
- 2015–2019: Jüdisches Gemeindezentrum mit Synagoge, Regensburg[11][12]
- 2015–2023: Clay-Schule, Berlin
- 2008–2020: Augustinerhof, Nürnberg[13]
- 2013–2020: Sanierung und Erweiterung Jüdisches Museum Frankfurt[14]
- 2020: Evangelisches Zentrum, Augsburg[15]
- 2020: Kapelle Kesselostheim
- 2017–2022: Casals Forum der Kronberg Academy, Kronberg im Taunus

## Auszeichnungen und Preise
- 1995: BDA-Preis Bayern für Erweiterung des Bayerischen Landtags, München
- 2000: Preis für Stadtbildpflege der Stadt München für die Erweiterung des Bayerischen Landtages
- Architekturpreis Beton (2001; 2014) für Museum Georg Schäfer, Schweinfurt, und Besucherzentrum am Herkules, Kassel
- 2001: Deutscher Naturstein-Preis für Neues Museum Nürnberg
- 2001: Besondere Anerkennung des Deutschen Städtebaupreises für Neues Museum Nürnberg
- 2005: Deutscher Fassadenpreis für vorgehängte hinterlüftete Fassaden für Servicezentrum, Theresienwiese München
- 2005: Deutscher Architekturpreis, Auszeichnung, für Servicezentrum auf der Theresienwiese, München
- 2009: Hugo-Häring-Preis des BDA Baden-Württemberg für Universität Heidelberg, Neubau Bioquant
- 2010: Architekturpreis 2010 des BDA Sachsen für Museum Gunzenhauser, Chemnitz
- 2011: Deutscher Architekturpreis für Albertinum Dresden, Sanierung und Neubau Depot
- 2012: BDA-Preis Niedersachsen 2012 für NYA Nordiska, Dannenberg
- 2012: Niedersächsischer Staatspreis für Architektur für Erweiterung des Firmensitzes von Nya Nordiska, Dannenberg
- 2013: Nike in der Kategorie Fügung für NYA Nordiska, Dannenberg
- 2013: Deutscher Fassadenpreis für vorgehängte hinterlüftete Fassaden für Hochhaus C10 der Hochschule Darmstadt
- 2013: BDA-Preis Bayern, Kategorie Detailvollkommenheit, für Museum der Bayerischen Könige, Hohenschwangau
- 2014: Landesbaupreis Mecklenburg-Vorpommern für Kunstmuseum Ahrenshoop
- 2014: Deutscher Hochschulbaupreis für Informations-, Kommunikations- und Medienzentrum der Universität Potsdam
- 2017: Deutscher Architekturpreis, Auszeichnung, für Generalsanierung Haus des Landtags, Stuttgart
- 2017: Bayerischer Staatspreis Bauen im Bestand für Richard Wagner Museum, Bayreuth
- 2018: Deutscher Städtebaupreis, Auszeichnung, für LWL-Museum für Kunst und Kultur, Münster
- 2018: Hugo-Häring-Landespreis des BDA Baden-Württemberg für Haus des Landtags, Stuttgart[16]
- 2018: Bundespreis Europäische Stadt, 3. Preis, für Jüdisches Gemeindezentrum mit Synagoge, Regensburg
- 2019: Architekturpreis Regensburg, Jüdisches Gemeindezentrum mit Synagoge, Regensburg
- 2019: Deutscher Architekturpreis, Auszeichnung, für Wissenschafts- und Restaurierungszentrum, Potsdam

## Ehrungen
- 2000: Großer Kulturpreis der Stadt Nürnberg
- 2001: Leo-von-Klenze-Medaille
- 2008: Bundesverdienstkreuz am Bande des Verdienstordens der Bundesrepublik Deutschland
- 2011: Großer BDA-Preis

## Vorträge
- 2007: Kunstverein Ingolstadt[17]